# Tofailles
Les tofailles sont une spécialité culinaire montagnarde typiquement vosgienne à base de pommes de terre, de lard ou de lardons, d'oignons, de beurre et de vin blanc, avec ou sans poireau. Plusieurs variantes existent selon les lieux et les habitudes.
La touffaye, simple variation phonétique du même mot « étouffée »,  est la forme gaumaise de la recette quelque peu divergente.

## Étymologie
Le terme « tofailles », également écrit « toffâyes », provient du lorrain roman des Hautes-Vosges (à Gérardmer) et veut dire « à l'étouffée ». À La Bresse, on dit « tofôlles » de l'expression  « é l'étoffôe »  signifiant à l’étouffée.

## Description du plat

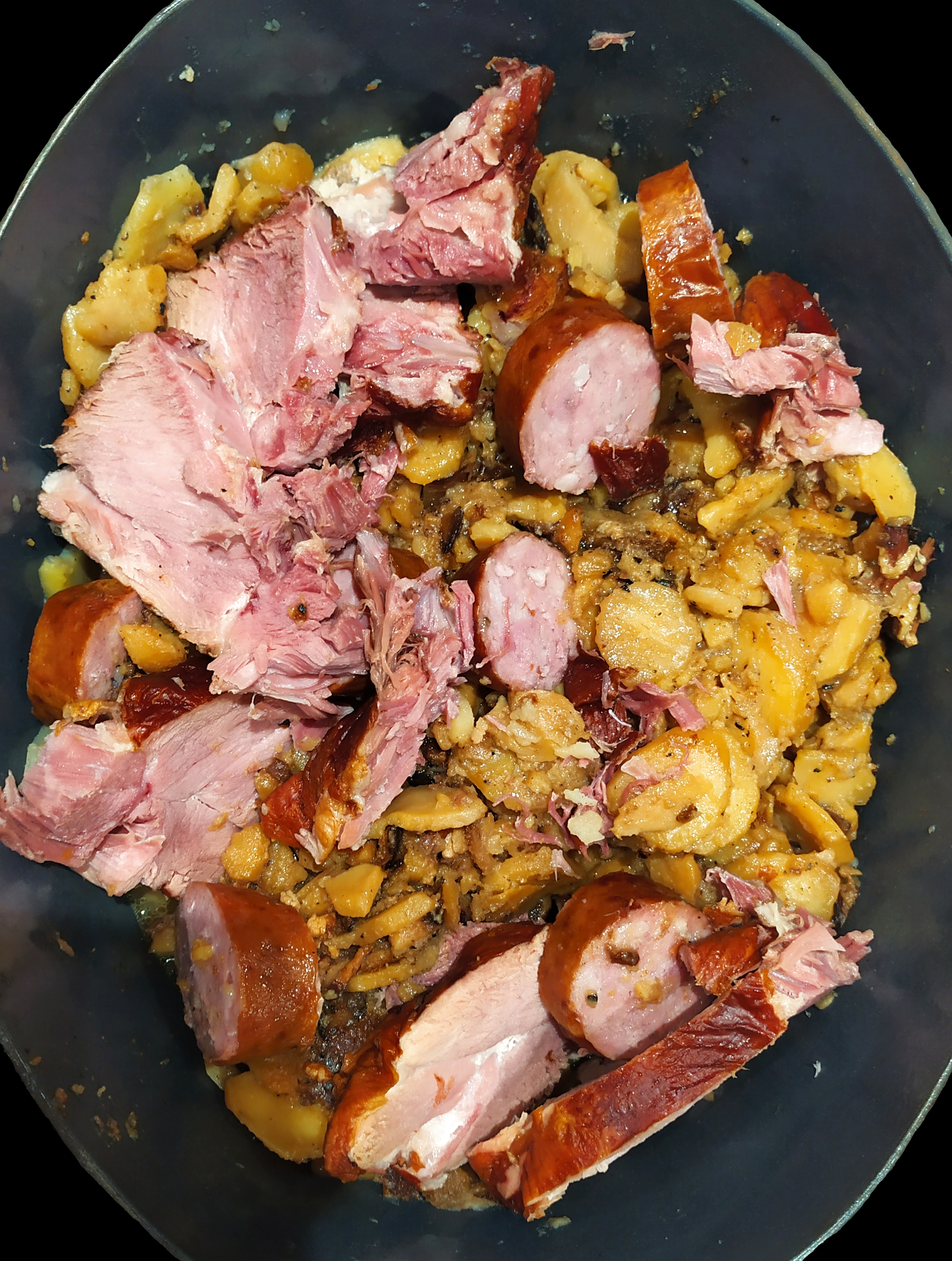
Plat de Tofailles contenant des patates, des oignons, du lard, de la viande fumée et des saucisses.

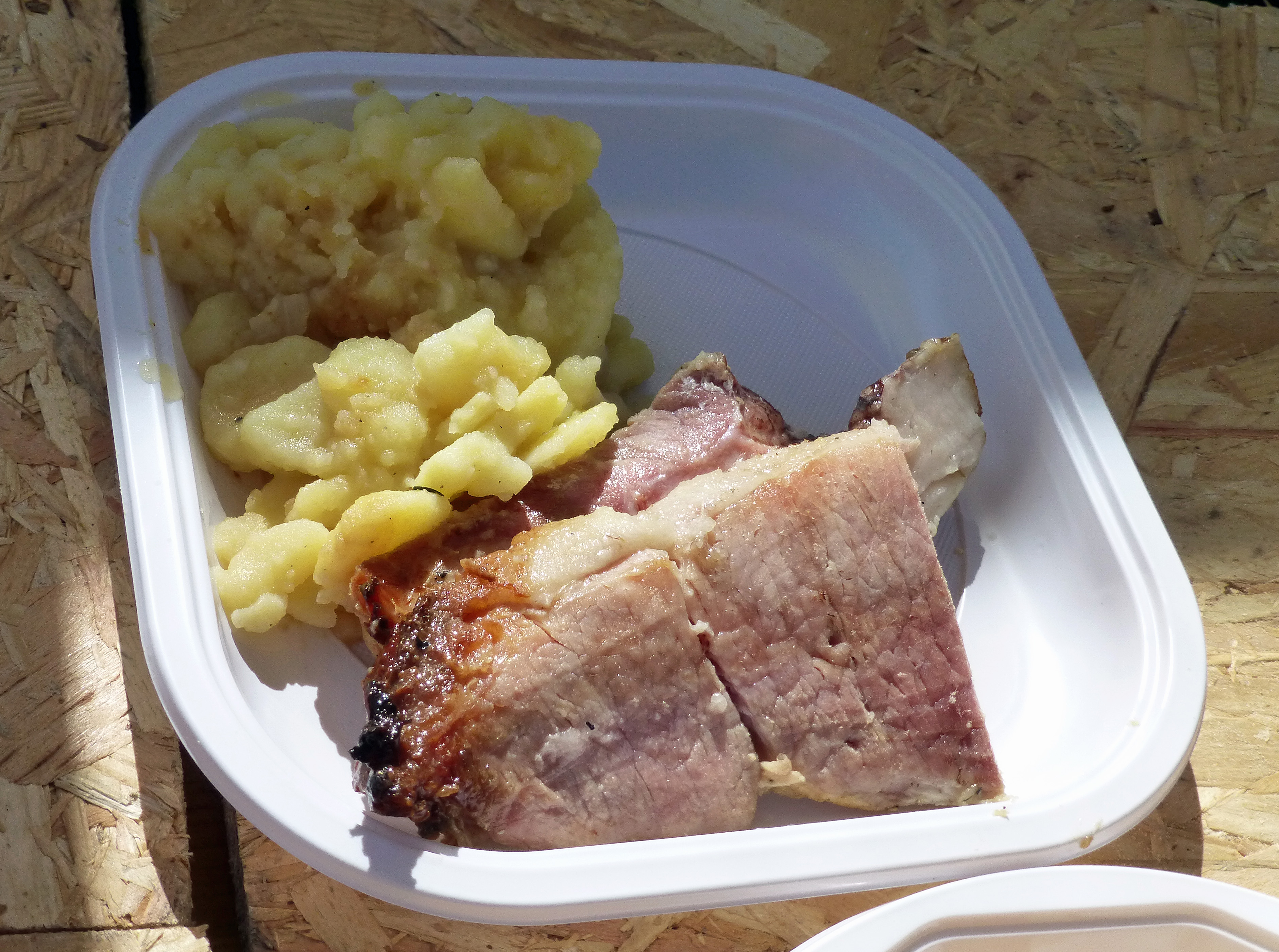
Tofailles avec du jambon rôti à la broche

Le plat consiste à alterner des tranches de lard, des couches de pommes de terre et d'oignons dans un grand plat et à laisser mijoter pendant une heure et demie à deux heures à feu doux. Les pommes de terre ainsi cuites se défont beaucoup et le résultat est une sorte d'épaisse purée aux lardons si la cuisson est très longue, que l'on sert avec de la palette de porc fumée (proche du petit salé). Celui-ci est dénommée la  dehpeuille,  (dépouille). C'est un plat traditionnel montagnard calorique.
Parfois le plat existe sans les tranches de lard.

## Le repas marcaire
Les tofailles sont un plat très courant dans les fermes-auberges des chaumes des Hautes-Vosges (Firstmiss, Schmargult, Balveurche, etc.), et font partie d'un repas traditionnel appelé « repas marcaire » (mot emprunté à l'allemand Melker, trayeur) dont voici le détail :
- Pâté de viande en croûte
- Tofailles accompagnées de palette fumée et de salade verte
- Fromage : munster fermier ou géromé
- Dessert au choix : tarte aux myrtilles (appelée dans les Vosges « tarte de brimbelles », ou fromage blanc de munster, ou géromé au kirsch (eau-de-vie de cerise).
- Boisson : vin blanc d'Alsace (pinot blanc, sylvaner ou riesling)

## L'équivalent alsacien
Le même plat que les tofailles existe en Alsace haut-rhinoise, mais il porte le nom dialectal Roigebrageldi. Le partage de cette recette d'un côté à l'autre de la crête des Vosges s'explique par une cohabitation séculaire des pâtres d'estive, dits marcaires, sur les prairies d'altitude que sont les hautes chaumes. La différence de nom du plat s'explique par le fait qu'à l'époque où le patois vosgien était encore pratiqué (avant la Seconde Guerre mondiale), chacune des deux communautés linguistiques partageait ou échangeait certes de nombreuses pratiques culturelles et professionnelles, mais s'exprimait dans sa langue vernaculaire.